# Super Bowl XLV
Super Bowl XLV był czterdziestym piątym finałem o mistrzostwo zawodowej ligi futbolu amerykańskiego NFL, rozegranym 6 lutego 2011 roku na stadionie Cowboys Stadium w Arlington w Teksasie.

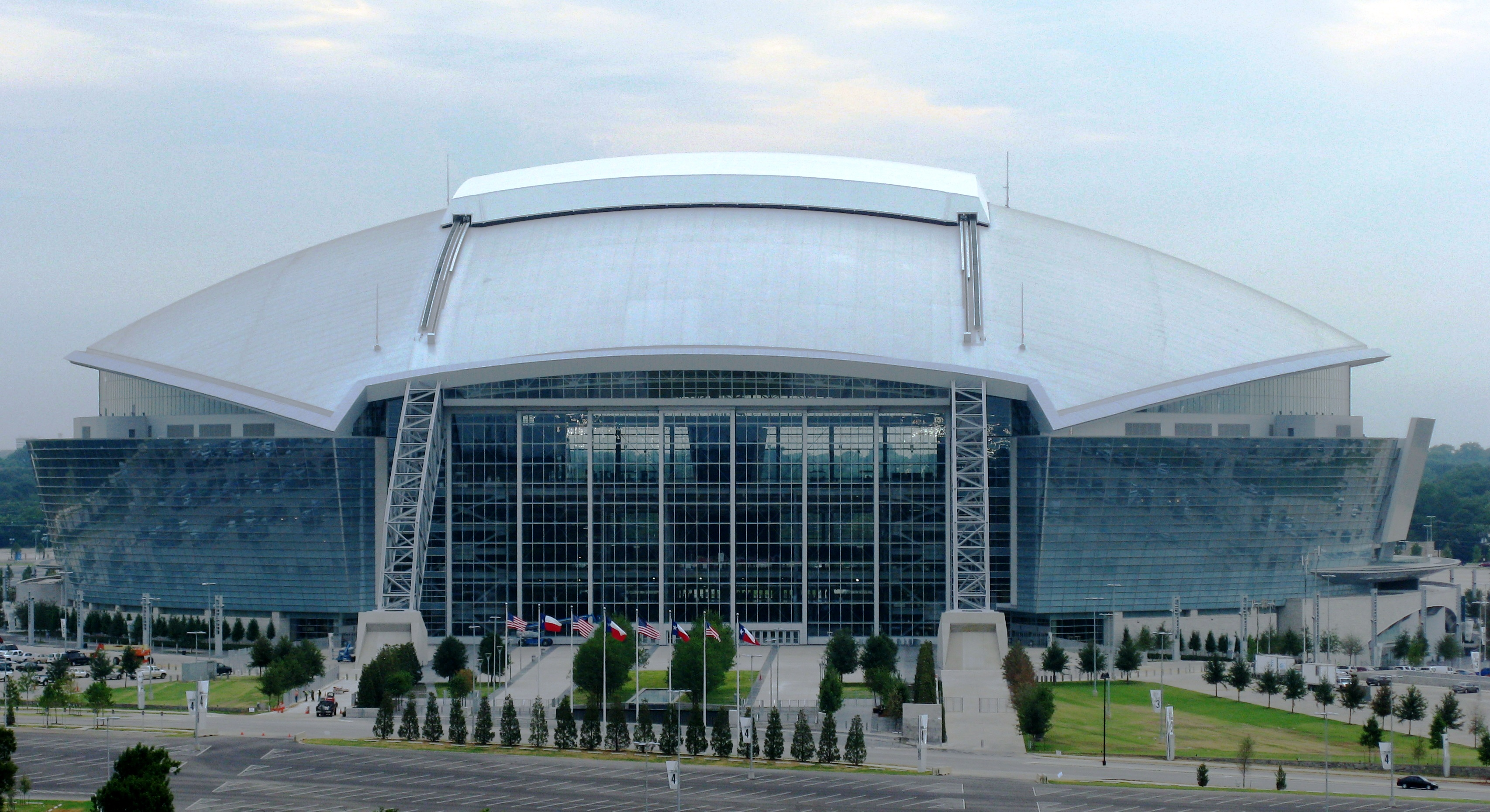
Cowboys Stadium – miejsce rozegrania XLV Super Bowl

Spotkały się w nim zespoły mistrza konferencji AFC, Pittsburgh Steelers oraz mistrza konferencji NFC, Green Bay Packers. Było to czwarte zwycięstwo Packers w Super Bowl na pięć występów w finale. Steelers pomimo przegranej nadal pozostają zespołem o największej liczbie tytułów. Zwyciężali sześć razy na osiem występów.
Najbardziej wartościowym graczem spotkania został quarterback Packers Aaron Rodgers.
Hymn Stanów Zjednoczonych przed meczem zaśpiewała Christina Aguilera, zaś w przerwie meczu na stadionie miał miejsce minikoncert The Black Eyed Peas, Ushera i Slasha.